# Dominik Schlechter
Dominik Schlechter (* 27. Juni 1990 in Gelsenkirchen) ist ein deutscher Handballtrainer, der Co-Trainer der Handballdamen von  Borussia Dortmund ist.

## Leben
Schlechter ist nach einem Studium der Rechtswissenschaften seit 2018 als Jurist im öffentlichen Dienst tätig.

### Sportliche Karriere
Schlechter trainierte von 2008 bis 2015 diverse (Jugend-)Mannschaften in seinem Heimatverein, dem SV Westerholt. Dort war er zeitweise auch als Jugendleiter tätig.
Im Jahr 2015 wechselte Schlechter zur PSV Recklinghausen, wo er zunächst die weibliche B-Jugend trainierte. 2017 und 2018 konnte sich Schlechter mit der weiblichen A-Jugend der PSV Recklinghausen jeweils für die Jugendbundesliga qualifizieren. Seit 2017 war Schlechter zudem auch Trainer der 1. Damenmannschaft in der 3. Liga. Nach dem Abstieg in der Spielzeit 2017/2018 gelang Schlechter in der Spielzeit 2019/2020 mit seinem Team der Wiederaufstieg in die 3. Liga.
Zur Saison 2020/2021 wechselte Schlechter zum TV Beyeröhde-Wuppertal und fungierte dort bis November 2021 als Trainer der 1. Mannschaft in der 2. Bundesliga und war in diesem Zeitraum der jüngste Trainer in der zweithöchsten Spielklasse. Im November 2021 erklärte Schlechter aufgrund des enttäuschenden Saisonverlaufes in seiner zweiten Saison seinen Rücktritt.
Im Sommer 2022 übernahm Schlechter bei Borussia Dortmund das Traineramt der 2. Mannschaft in der 3. Liga sowie der A-Jugend in der Jugendbundesliga. In seiner ersten Saison wurde die 2. Mannschaft Vierter in der 3. Liga, während die A-Jugend im Viertelfinale der Deutschen Meisterschaft dem HC Leipzig unterlag. Vom 20. September 2022 bis zum 24. Oktober 2022 war Schlechter interimsweise für die 1. Mannschaft zuständig, nachdem Andre Fuhr nach öffentlich gemachten Vorwürfen freigestellt worden war.
Nach zwei Spielzeiten wurde Schlechter zur Saison 2024/25 Co-Trainer der 1. Mannschaft und Assistent von Henk Groener.
Schlechter ist seit Anfang 2022 Lehrwart des Handballkreises Industrie und dort für die Trainerausbildung/Trainerfortbildung zuständig.